# 納迪亞 (斯瓦托韋區)
49°22′15″N 37°55′31″E / 49.37083°N 37.92528°E
納迪亞（羅馬化：Nadiia）是位於烏克蘭東部的村莊，由盧甘斯克州斯瓦托韋區的科洛梅奇哈市鎮負責管轄。該村始建於1952年，面積0.15平方公里，海拔高度142米，2001年人口25，人口密度每平方公里166.7人。